# Elvin Santos
Elvin Ernesto Santos Ordóñez, né à Tegucigalpa le 18 janvier 1963, est un homme politique hondurien, candidat à la présidence du Honduras pour le Parti Libéral en 2009. Il est vice-président du Honduras de 2006 jusqu'à sa démission en 2008 pour se préparer à l'élection de 2009.
Santos commence sa carrière politique en 2004 lorsque Manuel Zelaya, candidat à la candidature, lui propose d'être son candidat à la vice-présidence pour les élections primaires de 2005 pour le Parti Libéral du Honduras. Santos devient alors populaire et après la victoire de Manuel Zelaya à l'élection présidentielle du 27 novembre 2005, il devient vice-président le 27 janvier 2006.
Le 30 novembre 2008, Elvin Santos gagne la nomination du Parti Libéral à la candidature pour la Présidence de la République du Honduras pour l'élection de novembre 2009, dans laquelle il est opposé à Porfirio Lobo Sosa. Il a battu Roberto Micheletti, qui était son principal rival pour cette nomination. La campagne de Santos s'est avérée difficile en raison de l'opposition d'une partie du Parti Libéral.